# Dipoena orvillei
Dipoena orvillei är en spindelart som beskrevs av Arthur M. Chickering 1943. Dipoena orvillei ingår i släktet Dipoena och familjen klotspindlar.
Artens utbredningsområde är Panama. Inga underarter finns listade i Catalogue of Life.